# اللجنة الوطنية الأولمبية التونسية
اللجنة الأولمبية الوطنية التونسية (بالفرنسية: Comité national olympique tunisien أو اختصارا CNOT)‏ هي الممثل الوطني التونسي في اللجنة الأولمبية الدولية، وهي كذلك عضوة في رابطة اللجان الأولمبية الوطنية في إفريقيا.

## التاريخ

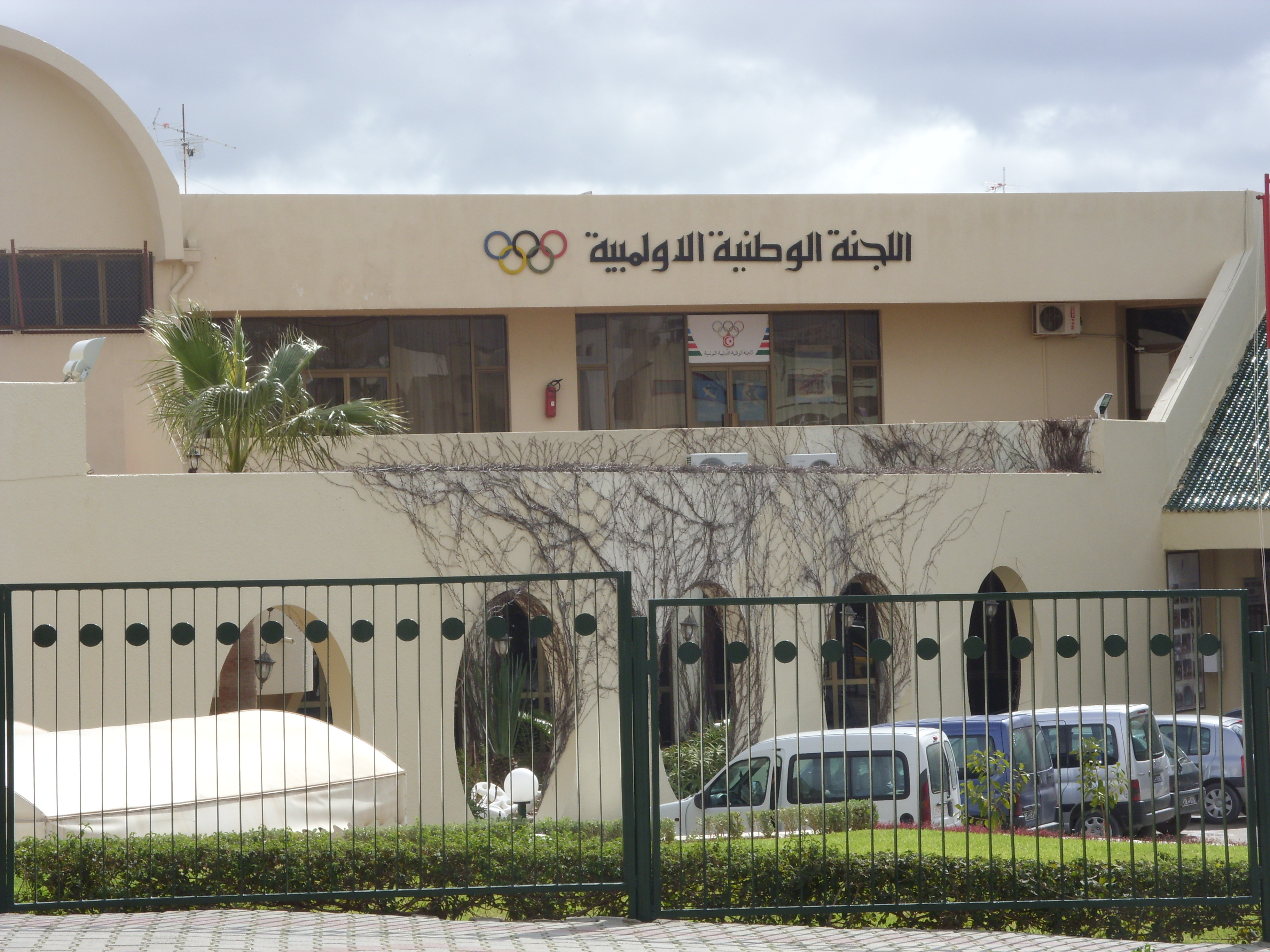
مقر اللجنة الأولمبية بالمركز الثقافي بالمنزه السادس.

بعد الاستقلال في 20 مارس 1956، أخذت الجامعة التونسية لألعاب القوى زمام المبادرة وذلك بدعوة الاتحادات الرياضية المنشأة حديثا لإطلاق مشروع اللجنة الأولمبية الوطنية. كما شرع أول نائب رئيس والأمين العام للإتحاد مصطفى ثريا في إجرائات اللجنة الأولمبية الدولية وتمت الموافقة في 20 مايو 1957. في 27 مايو اعتمد ممثلو الإتحادات السبعة عشر النظام الأساسي للجنة وانتخبوا السلطة التنفيذية الأولى لهذا الاتحاد برئاسة محمد بن عبد القادر. أما في 23 سبتمبر خلال دورة اللجنة الأولمبية الدولية حصلت اللجنة الأولمبية التونسية على الاعتراف الرسمي.

## الإدارة

### اللجنة التنفيذية

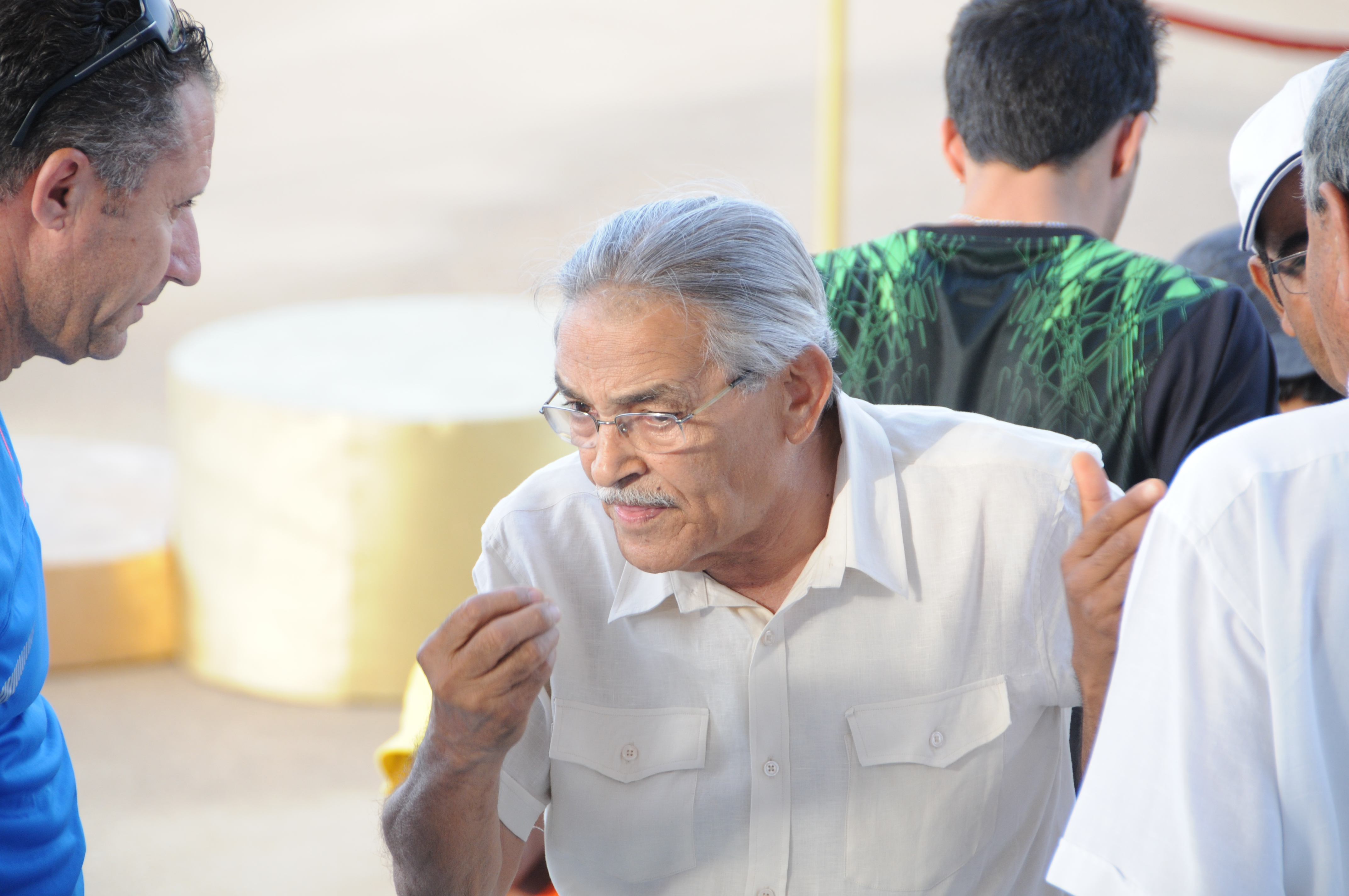
يونس الشتالي رئيس اللجنة في 2012.

في أغسطس 2008، تألفت اللجنة التنفيذية من الأعضاء التاليين: عبد الحميد سلامة (رئيس)، محمد مزالي (أيضا عضو اللجنة الأولمبية الدولية منذ 1965)، سليم شيبوب (نائب الرئيس للعلاقات الخارجية)، يونس الشتالي (النائب الثاني للرئيس مسؤول عن التحديدات الرياضية الوطنية)، عمر غويله (الأمين العام والمتحدث الرسمي)، مريم الميزوني (رئيسة لجنة المرأة والرياضة)، هادي المحيرصي (أمين الصندوق)، بشير الوزيت (رئيس اللجنة الطبية ومكافحة المنشطات)، رضا العيوني (رئيس الأكاديمية الأولمبية الوطنية التونسية).

في 11 يونيو 2009، تم انتخاب لجنة جديدة تكونت من سليم شيبوب (رئيس)، يونس الشتالي (نائب رئيس)، هادي المحيرصي، مريم الميزوني، رضا العيوني، طارق شريف، محمود الهمامي، منصف بن عبيد، فتحي حشيشة، ضوء الشماخ، محمد حسني، يوسف القرطبي وريم الزواوي. الشتالي عوض شيبوب في الرئاسة بعد الثورة التونسية في 2011.

### الرؤساء
| الصورة | الرئيس             | بداية العهدة | نهاية العهدة |
| ------ | ------------------ | ------------ | ------------ |
|        | محمد بن عبد القادر | 1957         | 1960         |
|        | الشاذلي زويتن      | 1960         | 1962         |
|        | محمد مزالي         | 1962         | 1987         |
|        | صلاح الدين بالي    | 1987         | 2002         |
|        | محمد قديش          | 2002         | 2004         |
|        | عبد الحميد سلامة   | 2004         | 2009         |
|        | سليم شيبوب         | 2009         | 2011         |
|        | يونس الشتالي       | 2011         | 2013         |
|        | محرز بوصيان        | 2013         | الآن         |

## مقالات ذات صلة
- قائمة حاملي علم تونس في الألعاب الأولمبية
- تونس في الألعاب الأولمبية
- الجامعة التونسية لرياضة المعوقين

## وصلات خارجية
- (بالفرنسية) الموقع الرسمي للجنة الأولمبية الوطنية التونسية.
- (بالإنجليزية) (بالفرنسية) صفحة اللجنة الأولمبية الوطنية التونسية على موقع اللجنة الأولمبية الدولية.